# سفارة دولة فلسطين لدى الفلبين
سفارة دولة فلسطين لدى الفلبين هي الممثلية الدبلوماسية العُليا لدولة فلسطين لدى الفلبين.

## التاريخ
افتتحت السفارة لأول مرة في مايو 1990. واستمرت حتى إغلاقها عام 1994 لأسباب مالية فلسطينية.
لاحقًا كان يُعتبر سفير دولة فلسطين في ماليزيا هو سَفيرها في الفَلبين ولكنه غير مقيم لدى الفلبين. أُعيد افتتاح السفارة لدى الفلبين في يونيو 2020.
شغل صالح أسعد فهيد منصب سفير دولة فلسطين لدى الفلبين منذ 20 يونيو 2020 بعدما قدم أوراق اعتماده إلى الرئيس الفلبيني رودريغو دوتيرتي. واستمر في مهامه حتى عام 2025.
في 26 فبراير 2025، سّلم منير أنسطاس أوراق اعتماده إلى الرئيس الفلبيني سفيرًا مفوضَا وفوق العادة.